# Alfred Crossley
Alfred "Al" Crossley (anomenat també Albert Crossley) (New Bedford, 6 de juliol de 1907) fou un ciclista estatunidenc, professional des del 1929 fins al 1940. Es va especialitzar en les curses de sis dies, en què en va guanyar 10.

## Palmarès
- 1932
  - 1r als Sis dies de Toronto (amb Reginald McNamara)
- 1933
  - 1r als Sis dies de Boston (amb Norman Hill)
- 1935
  - 1r als Sis dies de Toronto 1 (amb William Peden)
  - 1r als Sis dies de Toronto 2 (amb Jimmy Walthour)
  - 1r als Sis dies de Los Angeles (amb Jimmy Walthour)
  - 1r als Sis dies de Pittsburgh (amb Jimmy Walthour i Charles Winter)
- 1936
  - 1r als Sis dies de Nova York (amb Jimmy Walthour)
- 1938
  - 1r als Sis dies de Pittsburgh (amb Jimmy Walthour)
  - 1r als Sis dies de Milwaukee (amb Jimmy Walthour)
- 1939
  - 1r als Sis dies de Cleveland (amb Jimmy Walthour)